# 홍콩 독립운동

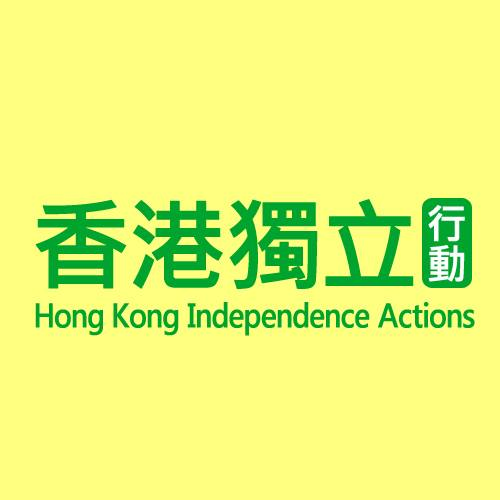

홍콩 독립운동(香港獨立運動)은 홍콩을 중화인민공화국에서 독립해 독립국가가 되자는 운동이다. 현재 홍콩은 중국의 특별 행정 구역(SAR)이므로 중영 공동 선언에 따라 비준된 홍콩 기본법 제2조에 의해 규정된 높은 수준의 사법 자치권을 부여받고 있다. 1997년 홍콩의 주권이 영국에서 중화인민공화국으로 이양된 이후, 점점 더 많은 홍콩인들이 베이징의 영토의 자유 침해와 홍콩 정부가 "진정한 민주주의"를 전달하지 못하는 것에 대해 우려하고 있다. 홍콩 독립을 옹호하는 것은 2020년 홍콩 국가보안법 이후 불법이 되었다.
현재의 독립운동은 2014-15년 홍콩선거개혁 이후 상당한 지지를 얻었다. 그 이유는 베이징이 홍콩 정부의 수장인 홍콩 행정장관(CE)의 예비후보를 심사하는 권한을 갖는 것을 조건으로 홍콩인들이 보통선거권을 가질 수 있도록 허용했기 때문이다. 이는 "우산 혁명"이라고 불리는 79일간의 대규모 점령 시위를 촉발시켰다. 시위 이후 독립 또는 자결권을 옹호하는 많은 새로운 정치 단체들이 설립되었는데, 그들은 "일국양제" 원칙이 실패했다고 생각했다.
홍콩중문대학교(CUHK), 홍콩여론연구소(HKPORI), 로이터통신 등이 실시한 다수의 여론조사에 따르면 홍콩인의 대다수가 홍콩의 독립을 지지하지 않는다고 한다. 그러나 독립에 대한 지지는 젊은 홍콩인들 사이에서 더 높은 것으로 나타났다. 2016년 7월 홍콩에서 광둥어를 사용하는 1,010명을 대상으로 한 CUHK 조사에서 15~24세 응답자의 거의 40%가 독립국이 되는 것을 지지한 반면, 응답자의 17.4%는 독립이 "가능하다"고 생각한다고 답했다. 응답자의 과반수인 69.6%는 "일국양제"를 유지하는 것을 지지했고, 응답자의 13%는 약간 넘었다.

## 역사
중국 정부가 갈수록 ‘양제’보다는 ‘일국’의 개념을 중시하는 정책을 펴자 2014년 우산혁명을 계기로 홍콩인들 사이에서 독립 주장이 강하게 일고 있다.
2016년 9월 4일 열린 홍콩 총선에서 친(親)독립 성향 청년 후보들이 국회의원으로 당선되자, 중국 정부가 홍콩 독립 활동을 용납할 수 없다고 경고하고 나섰다.
우산혁명의 학생 지도자였던 네이선 로(23세)가 홍콩 역사상 최연소 국회의원으로 당선되었다. 데모시스토당 주석인 네이선 로는 6일 BBC와의 인터뷰에서 홍콩 독립을 지지하는 것이 아니라 홍콩인이 자결권(self-determination)을 누리는 것을 지지한다고 말했다. 한국의 김영삼 대통령이 1954년 26세로 한국 역사상 최연소 국회의원이 되어 정계에 입문했는데, 그보다 3살이나 어리다.
2016년 9월 25일 쑨원의 모교인 명문 바추이 중학교 학생들이 홍콩독립운동단체를 설립한다고 인터넷을 통해 선언했다. 홍콩당국은 이를 금지했다.

### 식민 역사
홍콩섬은 1841년 영국이 처음 점령했다. 난징 조약에 따라 1842년 제1차 아편전쟁 이후 청나라로부터 영국에 공식적으로 식민지로 양도되었다. 홍콩의 다른 지역인 구룡과 신계지는 1860년 베이징 조약과 1898년 제2차 베이징 조약에 따라 각각 영국에 영구적으로 양도되어 99년간 임대되었다.
장제스가 이끄는 국민당 정부가 홍콩을 되찾으려 했지만 제2차 세계 대전 이후 1945년 영국이 홍콩을 다시 점령하면서, 영일동맹으로 인해 일본이 3년 8개월 동안 홍콩을 점령했다.
전후 영국 통치 기간 동안 마만파이와 1960년대 홍콩 민주자치당 등 홍콩의 탈식민지화를 옹호하는 이들이 적지 않았지만 대중의 실질적인 지지 없이 결실 없는 운동으로 끝났다. 1970년대 말과 1980년대 초, 신계지 임대 계약 종료 시기가 다가오면서 홍콩 주권 문제가 홍콩의 정치 무대에 등장했다. 영국과 중국 정부도 1982년 협상을 시작하여 1984년 중영 공동 선언으로 이어지게 된다.홍콩과 마카오는 1972년 11월 2일 중화인민공화국(중국)의 요청에 따라 유엔의 비자치 지역 목록(목록에 있는 영토가 독립할 수 있는 권리를 갖는 지역)에서 제외되었다.
1970년대 말과 1980년대 초, 신계 지구의 임대 계약 종료 시기가 다가오면서 홍콩 주권 문제가 홍콩의 정치 무대에 등장했다.이런 시기적 움직임에 따라, 영국과 중국 정부도 1982년 협상을 시작하여 1984년 중영 공동 성명(홍콩 반환 협정)을 맺었다. 홍콩과 마카오는 1972년 11월 2일 중화인민공화국(중국)의 요청에 따라 UN의 비자치 지역 목록(영토가 독립할 수 있는 권리를 갖는 지역 목록; Non-Self-Governing Territories) 에서 제외되었다.
1982년 3월 서베이 리서치 홍콩 유한회사가 실시한 여론조사에서 홍콩인 998명 중 95%는 현상 유지(즉, 영국 통치)가 "수용 가능하다"고 답했고, 64%는 홍콩이 영국 관리 하에 남되 중국 주권 하에 있는 것을, 42%는 홍콩이 중국의 경제특구가 되는 것을,  37%는 독립, 26%는 특별한 규정 없이 중국으로 이양되는 것을 지지한다고 했다. 1997년 중영 공동선언에 명시된 기한(50년) 이후에 홍콩의 주권에 대해 묻는 질문에는 응답자의 85%가 영국 통치의 지속을, 70%는 현상 유지(즉, 중국 통치)를, 15%는 홍콩을 영국 신탁 통치 지역으로 전환하는 것에 동의했다. 응답자의 4%만이 홍콩의 완전한 중국 주권을 지지했고, 2%는 "위의 어느 것도 아니다(독립 지지자 포함)"라고 답했다.
중영 협상에서 홍콩 대표의 참석요청은 베이징에 의해 거부되었다. 1984년 영국과 중국 정부가 맺은 홍콩반환협정; 중국-영국 공동 성명에 따라 1997년 7월 1일, 홍콩의 주권이 중국으로 이전되었으며 홍콩은 "일국 양제" 원칙에 따라 "높은 수준의 자치권"을 누려야한다는 내용이 발표됐다.

중국의 특별행정구 시대(중국의 일부)
1997년 이후 홍콩 기본법 제45조와 제68조에 따라 행정장관(CE)과 입법회(LegCo)를 보통 선거권으로 선출해야 한다는 홍콩 기본법의 시행이 홍콩의 정치적 의제를 지배해 왔다. 홍콩의 양대 정치 세력 중 하나인 민주화 진영은 1980년대부터 보통 선거권의 조기 실시를 요구해 왔다. 2003년 7월 1일 50만 명 이상이 기본법 제23조에 명시된 국가보안법 입법에 반대하는 시위를 벌인 후 2004년 4월 전국인민대표대회 상무위원회는 2012년 이전까지 보편적 참정권 실시를 배제했다. 2003년 이후 중국의 침범이 커지면서 홍콩은 점점 더 중국의 일부로 통합되었다. 그 결과 홍콩의 자유와 핵심 가치가 약화되었다는 인식이 확산되었다. 2009년과 2010년에는 광저우 고속철도(XRL)의 홍콩 구간 건설이 대규모 시위로 확대되었다.많은 시위대는 홍콩 정부가 중국의 비위를 맞추기 위해 불필요한 철도에 699억 홍콩달러(90억 달러)를 지출했다고 비난했다.또한 일부 시위대는 인민해방군이 군대를 더 빨리 동원하기 위한 것이라고 우려했다. 2012년 정부의 도덕 및 국가 교육 계획은 민주주의와 "서구 가치"를 비난하면서 중국 공산당과 중국 민족주의 이데올로기를 찬양한다는 비난을 받으면서 논란을 불러 일으켰다.

독립운동의 등장
2014년 2월부터 홍콩대학생연합(HKUSU)의 공식 간행물인 언더그레이드는 "홍콩 국가가 스스로 운명을 결정한다", "홍콩의 민주주의와 독립" 등 홍콩 국가를 주제로 한 기사를 몇 차례 게재했다. 렁춘잉 행정장관은 2015년 신년 정책 연설에서 홍콩 독립을 지지하는 이 잡지에 대해 가혹한 비판을 가했는데, 사실 그 이전까지는 별다른 영향력을 발휘하지 못했고, 해당 기사를 다룬 책 '홍콩 민족주의'의 판매와 논쟁에 불을 지폈는다. 2014년 전인대 결정과 우산 혁명 이후 새로운 친독립 운동의 물결이 일어났다. 2014년 8월 31일, 전국인민대표대회 상임위원회(NPCSC)는 모든 후보가 선거에 입후보하기 전에 베이징이 통제하는 지명위원회의 심사를 거쳐야 한다는 최고지도자 선거 방식을 제한했다. 2014년 NPCSC의 결정은 '우산 혁명'으로 불리는 79일간의 역사적인 시위를 촉발시켰다. 자유롭고 진정한 민주적 절차에 의한 선거 운동의 실패는 '일국양제'의 실패로 간주되고 독립 국가만이 유일한 탈출구로 여겨지면서 독립 찬성 담론이 강화되었다. 시위 이후 젊은이들이 주도하는 지역주의 정치 단체가 우후죽순처럼 생겨났다. 2015년 구의원 선거에 참여하여 의회의 길을 택한 영스피레이션과 같은 단체가 있는가 하면, 홍콩 원주민과 같은 단체는 본토 관광객과 병행 상인들을 대상으로 전투적인 시위 방식을 취하며 '거리 행동'을 펼쳤다.  2016년 구정 연휴 기간인 2월 8일, 정부의 무허가 노점상 단속에 반발한 경찰과 시위대 사이에 몽콕 소요 사태가 발생했다. 경찰이 진압봉과 후추 스프레이를 사용하고 공중으로 두 차례 경고 사격을 하는 동안 시위대는 유리병, 벽돌, 화분, 쓰레기통을 경찰을 향해 던지고 길거리에 불을 질렀다. 이 행사의 주요 참가자인 친독립 성향의 정치 단체인 홍콩 원주민은 장샤오밍 홍콩 주재 중국 연락사무소 소장에 의해 "테러를 지향하는" "급진적 분리주의자"로 낙인 찍혔다. " 인민해방군도 성명을 발표하여 "개별 지역 급진 분리주의 조직"이 폭동의 책임이 있다고 주장하고 서방 언론이 초기 보도에서 "불안을 미화"했다고 비판했다." 홍콩 소요 사태에 크게 관여했던 홍콩 원주민의 지도자 에드워드 렁은 이달 말 신계지 동부 보궐선거에서 15%를 득표하여 예상보다 나은 결과를 얻었다. 선거 결과 이후 렁은 지역주의가 범민주 진영 및 친베이징 진영과 나란히 지역 정치에서 세 번째로 중요한 세력으로 발판을 마련했다고 주장했다. 2016년 신계구 동부 보궐선거에서 홍콩 독립을 지지하는 홍콩 원주민의 에드워드 렁이 66,000표 이상을 득표했다.홍콩 독립과 홍콩 공화국을 공개적으로 지지하는 최초의 정당인 홍콩 국민당은 2016년 3월 28일에 설립되어 중국과 SAR 정부의 공격을 받았다. 국무원 홍콩 마카오 사무판공실은 "홍콩의 주권과 안보를 해치고 홍콩의 번영과 안정, 홍콩의 핵심 이익을 위태롭게 했다"며 이 당을 비난하는 성명을 발표했고홍콩 정부는 당 창당 후 성명을 내고 "홍콩이 독립해야 한다는 제안이나 그러한 '독립'을 옹호하는 움직임은 기본법에 위배되며 홍콩의 안정과 번영을 훼손하고 일반 대중의 이익을 저해할 것이다..."고 밝혔다. SAR 정부는 법에 따라 조치를 취할 것이다."2014년 점령 시위에서 조슈아 웡, 나단 로 등 전직 학생 지도자들이 주축이 되어 2016년 4월 10일에 설립된 정당인 데모시스토는 중영 공동 선언과 홍콩 기본법에서 약속한 '일국양제' 원칙이 만료되는 2047년 이후 홍콩의 주권을 결정하기 위해 국민투표를 실시할 것을 주장하고 있다. 데모시스토는 뜻을 같이하는 다른 단체들과 선거 연합을 결성하고 우파 친독립 단체의 '민족 자결'에 반대되는 '민주적 자결'을 강조한다. '국민투표'를 주장했기 때문에 회사 등기소와 경찰은 회사나 단체로 등록을 지연시켰다.당은 또한 자금을 모금하기 위해 자체 은행 계좌를 설정할 수 없었다. 언더그레이드는 2047년 중영 공동선언 만료에 맞춰 홍콩 독립을 주장하는 '홍콩 청년 선언'이라는 제목의 기사를 2016년 3월에 다시 발표했다. 2047년 이후 민주 정부를 수립하고 대중이 홍콩 헌법을 작성할 것을 요구한다. 또한 홍콩 정부가 공산주의 정권의 '꼭두각시'가 되어 홍콩의 자치권을 '약화'시켰다고 비난한다. 이에 대해 렁춘잉은 "홍콩은 고대부터 중국의 일부였으며 이는 2047년 이후에도 변하지 않을 사실"이라고 주장하며 이 같은 주장을 일축했다.

초기 독립운동 진압
2016 입법의회 자격 박탈 논란
2016년 입법회 선거에서 홍콩 원주민의 에드워드 렁과 홍콩 국민당의 찬호틴을 포함한 6명의 친독립 운동가들이 선거관리위원회(EAC)에 의해 자격을 박탈당했는데, 정부는 이들의 친독립 입장이 홍콩이 중국의 양도 불가능한 부분이라는 기본법 제1조와 입법회 조례(Cap. 542) 40(1)(b)조는 모든 후보자가 기본법을 지지하고 홍콩 특별행정구에 대한 충성을 서약해야 한다고 규정하고 있다. 8월 5일 홍콩 친 독립 운동가들은 "홍콩 최초의 친 독립 집회"라고 불리는 집회를 시작하여 약 2,500 명이 모였다. 선거에 성공적으로 진입 한 지역 주의자들은 "자결"을 옹호하는 다양한 기치와 슬로건 아래 총선거에서 전체 투표 점유율의 19 %를 차지했다.2016년 10월 12일 입법회 창립 회의에서 두 명의 영스피레이션 의원인 바지오 렁과 야우와이칭은 취임 선서를 통해 독립 지지 성명을 발표했다. 두 사람은 "입법회 의원으로서 홍콩 국가의 이익을 지키기 위해 진지하게 노력할 것"이라고 주장하며 "홍콩은 중국이 아니다"라는 현수막을 들고 선서문에 자신의 말을 삽입하고 "중화 인민 공화국"을 "인민 재치나"로 잘못 발음했다.그들의 선서는 케네스 첸 입법회 사무총장에 의해 무효화되었고 이후 법원에서 정부에 의해 이의를 제기당했다. 2016년 11월 7일, 전국인민대표대회 상임위원회(NPCSC)는 홍콩 기본법 제104조를 해석하여 입법위원이 취임할 때 중국의 일부로서 홍콩에 충성을 맹세하는 조항을 "명확히" 했다. 홍콩 및 마카오 사무판공실 대변인은 "[중국]은 홍콩에서 분리독립을 주장하는 사람을 절대 허용하지 않을 것이며 친독립 운동가의 정부 기관 진입을 허용하지 않을 것이다." 그 결과 법원은 11월 15일 두 의원의 자격을 박탈했다. 두 의원의 자격 박탈 이후, 정부는 '자결'이라는 슬로건을 내걸고 선거 운동을 펼친 데모시스토의 나단 로와 라우 시우라이 등 선서식에 참여한 4명의 민주화 의원들에 대한 두 번째 법적 소송을 시작했다. 2017년 7월 14일, 네 명의 의원은 법원에 의해 의원직을 박탈당했다.

2017 대학들의 독립 지지 현수막 행렬
2017년 9월 4일, 새 학기를 앞두고 홍콩중문대학교(CUHK)에서 밤새 독립을 요구하는 현수막이 등장하면서 홍콩 독립 문제가 다시 주목받기 시작했다. 학교 당국은 신속하게 현수막을 철거했다.7개 학생 노조가 힘을 합쳐 학교 당국의 현수막과 포스터 철거를 학문의 자유에 대한 '심각한 침식'이라고 비난하면서더 많은 대학에서 독립 현수막과 포스터가 등장했다. 일부 지역 학생들과 본토 학생들 사이에 다툼과 대립이 발생하여 많은 중국 본토 학생들이 홍콩 대학의 "민주주의 벽"에 홍콩 독립을 옹호하는 포스터를 찢어 버렸다. 중국 공산주의 청년 연맹은 공식 위챗 계정에 동영상을 공유하며 본토 학생들의 행동을 칭찬했다. 국영 인민일보 해외판 웹사이트에 게재된 "홍콩 독립을 범죄로 만드는 규칙을 세워야 한다"는 제목의 논평은 독일에서 나치즘을 조장하는 것이 불법인 것처럼 홍콩 독립에 대한 논의도 불법으로 만들어야 한다고 주장했다.9월 11일, 캐리 람 행정장관은 친독립 현수막과 포스터를 비난하며 학생들의 메시지가 '일국양제' 원칙과 기본법에 위배된다고 주장하며 "대학 캠퍼스에서 이러한 발언이 계속 등장하는 것을 규탄하며 이는 홍콩의 주권, 영토 보전, 발전 이익에 위배된다"고 말했다. 그녀는 또한 학문의 자유와 대학의 자율성은 오류를 전파하는 데 변명의 여지가 없다고 주장했다. 9월 15일 홍콩 시립대, 홍콩 침례대, 홍콩 슈에얀대, 링난대, 홍콩 중문대, 홍콩 교육대, 홍콩 폴리테크닉대, 홍콩 과학기술대, 홍콩 개방대, 홍콩대 등 홍콩의 10개 대학 총장들은 공동 성명에서 표현의 자유에 대한 "최근의 남용"을 비난하면서 모든 대학이 홍콩 기본법에 위배되는 홍콩 독립을 지지하지 않는다고 덧붙였다.
2018 후보자 실격 논란
선서 위반 논란으로 자격이 박탈된 의원들이 공석이 된 입법의회 의석 4석에 대한 2018년 3월 보궐선거에서 세 명의 후보가 선거관리위원회(EAC)의 재검표를 통해 자격을 박탈당했다. 데모시스토의 아그네스 차우는 "'자결권'을 옹호하거나 홍보하는 것은 기본법을 준수하고 [홍콩 특별행정구]에 충성을 서약하기 위해 후보자가 해야 하는 선언의 내용에 위배되므로 관련 선거법의 요구 사항을 준수할 수 없다"는 이유로 후보 자격을 박탈당했다. " 유럽 연합은 보궐 선거에서 차우를 금지하는 것은 "자유롭고 개방 된 사회로서 홍콩의 국제적 명성을 떨어 뜨릴 위험이있다"고 경고하는 성명을 발표했다.지역 주의자 벤투스 라우 윙홍 과 제임스 찬 쿽-컹 이전의 친 독립 입장으로 인해 출마가 금지되었다. 11 월 보궐 선거에서 선서 논란으로 축출 된 민주화 의원 인 라우 시우 라이는 이전에 홍콩의 자결권을 옹호 한 라우가 기본법을지지하고 홍콩을 중국의 특별 행정 구역으로 충성을 서약 할 의사가 없음을 보여준 프랑코 곽 와이 펀에 의해 선거에 참가하지 못했다. 같은 달, 위엔롱 구의원 선거에 출마한 에디 추 입법위원은 에녹 위엔 구의원으로부터 기본법 수호에 동의하는지, 홍콩에 대한 중국의 주권을 인정하는 데 동의하는지, 홍콩 독립을 지지하는지 질문을 받았다. 추 장관은 홍콩 독립을 지지한 적이 없다는 기존 입장을 재차 강조하며 "중앙 정부가 보편적 참정권을 차단한 이후 홍콩인의 자결권을 위해 기본법 158조와 159조 개정을 포함한 기본법 및 정치 시스템의 민주화를 옹호하고 지지한다"고 답했다. 12월 2일, 추는 후보 등록이 무효라는 통보를 받았고, 정치적 신념을 이유로 선거 출마가 금지된 10번째 후보이자 구의원 선거에서 출마가 금지된 첫 번째 후보가 되었다.

빅터 말렛 금지 논란
2018년 8월, FCC가 8월 14일 홍콩 국민당(HKNP) 의장인 앤디 찬과 점심 대담을 주최하면서 논란이 불거졌다. 빅터 말렛 언론기구 부의장이 좌장을 맡았다. 중국과 홍콩 정부는 독립 문제가 국가 주권의 '마지노선'을 넘었다는 이유로 대담 취소를 요구했다. 방콕 방문 후 말렛은 홍콩 정부로부터 취업 비자를 거부당했다. 말렛은 10월 7일 일요일 태국에서 돌아온 후 이민국 직원들로부터 4시간 동안 심문을 받고 마침내 홍콩 입국이 허용되었다. 공식적인 설명이 없는 상황에서 말렛의 비자 거부는 FCC가 취소를 거부한 앤디 찬 강연의 의장을 맡은 그의 역할에 대한 보복으로 널리 여겨졌다. 존 리 안보 장관은 말렛에 대한 금지가 언론 자유와 관련이 없다고 주장했지만 결정에 대한 설명은 거부했다. 이 사건은 "높은 수준의 자율성", 민주적 개혁, 언론의 자유 유지를 포함하는 중-영 공동 선언에서 약속된 자유 제한에 대한 격렬한 논쟁을 불러 일으켰다.
송환 반대 시위와 홍콩 국가보안법
몇 달간의 시위 이후 3월 로이터 통신의 여론조사에 따르면 독립 지지율은 20%로 상승한 반면 반대는 56%로 급감했고, 무관심은 18%로 두 배로 증가했다 2020년 5월 홍콩 국가보안법 결정이 발표된 후 미국 하원의원 스콧 페리는 "대통령이 중화인민공화국 홍콩 특별행정구를 별도의 독립 국가로 인정하고 다른 목적을 위해 승인하는" 법안을 제안했다. 하지만 이는 2020년 7월 1일 홍콩국가안보법 제정으로 불법화되었다. 2023년 11월 20일 기준 총 285명이 국가 안보를 위협하는 행위 및 활동 혐의로 체포되었으며 그중 일부는 독립운동 행위로 기소되었다.

## 독립 지지
홍콩의 독립을 지지하는 정당으로는 홍콩 원주민, 홍콩 국민당, 영스피레이션이 있다. 영스피레이션은 '홍콩 국가'의 주권에 대한 자결권을 요구한다. 지역주의 운동가 그룹 시민 열정 이전에는 홍콩 독립에 대한지지를 표명했지만 이후 2016 년 입법회 선거에서 시민 투표를 통해 홍콩 기본법 개정을 촉구했다. 2020년 홍콩 국가보안법으로 인해 해산하기 전 데모시스토는 중영 공동선언과 홍콩 기본법에서 약속한 일국양제 원칙이 만료되는 2047년 이후 홍콩의 미래를 결정할 자결권을 요구하기도 했지만 독립은 당의 입장이 아니었다. 홍콩과 독립에 대한 영국 주권 재개 연합 (BSHI) 및 홍콩 독립당과 같은 다른 정당은 영국 통치의 반환을 요구한다. 홍콩 여론 연구소가 2019년 12월 실시한 설문 조사에 따르면 홍콩 인구의 5분의 1이 홍콩 독립을 지지한 반면 홍콩인의 56 %는 반대했다.
이유
자기결정권: 홍콩 사람들은 시민적, 정치적 권리에 관한 국제규약에 명시된 자신의 미래를 스스로 결정할 권리가 있다. 홍콩은 1972년 중화인민공화국의 요청에 의해 철거되기 전까지 독립을 달성할 권리가 주어지는 유엔의 자치구 목록에 있었다.
중영공동선언과 기본법의 정당성 결여: 1980년대 홍콩 주권에 관한 중영공동선언에 대한 협상 과정에서 홍콩인들은 배제되었고 대부분의 홍콩인들은 홍콩특별행정구의 미니헌법인 홍콩기본법 초안 작성에도 불참했다.
홍콩 정부의 비대표성: 홍콩 행정장관은 베이징이 지배하고 홍콩 국민의 일반적인 의사를 대변하지 않는 1,200명의 선거 위원회에 의해 선출된다고 친민주주의자들은 비판한다. 홍콩 입법회 의석의 약 절반은 선거인이 제한된 무역 기반 기능 선거구를 통해 선출되며, 이는 친중 정치인들에게도 매우 유리한다. 홍콩 정부는 종종 베이징의 말에만 귀 기울이고 홍콩의 이익에 반하는 행동을 했다는 비판을 받는다. 진정한 보통 선거권을 요구하는 2014년 역사적인 Occupy 시위에도 불구하고 홍콩 정부는 선거 개혁에서 어떤 양보도 하지 않았다.
홍콩의 자치권 침해: 중국 정부는 홍콩의 정치, 경제, 사회에 대한 침해가 증가하고 있으며, 기본법 제45조와 제68조에서 약속한 민주적 보장을 이행하지 않았다는 비판을 받고 있다. 또한, 베이징은 중영공동선언과 기본법이 보장하는 '일국양제' 원칙을 반복적으로 위반했다는 비판을 받고 있으며, 연락 사무소가 공개적으로 지방 선거에 개입하고 있는 것, 기본법의 자의적 해석, '일국양제' 백서 발간, 코즈웨이베이 서점인 납치 의혹 등에서 알 수 있다.
홍콩의 독특한 정체성: 홍콩 사람들은 대다수 광둥어 사용자이며 자유, 인권, 민주주의 및 법치주의 존중을 포함한 서구 문화와 가치의 영향이 큰 전통 중국어와 영어로 작성하는데, 이는 중국 본토와 매우 다르다고 주장한다. 그들은 또한 독특한 홍콩 정체성이 본토 이민자와 관광객의 유입뿐만 아니라 도덕 및 국민 교육을 포함한 베이징 정부의 "동행 정책"의 위협을 받고 있다고 인식한다. 홍콩의 젊은 세대들은 점점 더 자신을 "홍콩인" 또는 혼혈로 보면서 "중국인"으로 식별하지 않는다.

## 독립 반대
중국인들과 홍콩정부
중국 정부는 홍콩의 독립을 단호히 반대한다. 전 중국의 가장 중요한 지도자 덩샤오핑은 1980년대 초 중-영 협상에서 마가렛 대처 영국 총리가 "홍콩을 일종의 독립적인 또는 반독립적인 정치적 실체로 만들기를 원한다"고 믿었기 때문에 영국 총리의 대안적인 제안에 반대했다. 2016년 3월 홍콩국민당이 창당된 후 중국 정부 소유 환구시보의 사설은 홍콩국민당이 홍콩의 독립을 "달성하는 것은 불가능하다"며 "실용적인 농담"이며 "극단주의의 전면"이라고 비난했다. 국무원 홍콩·마카오 사무국은 공식 신화통신을 통해 당을 비난하는 성명을 발표했다: "홍콩에서 극히 소수의 사람들이 친독립 단체를 설립하려는 행동은 홍콩의 주권, 안보를 해치고 홍콩의 번영과 안정을 위태롭게 하며 홍콩의 핵심 이익을 위협했다... 그것은 약 700만 명의 홍콩인을 포함한 모든 중국인들의 단호한 반대이다.그것은 또한 홍콩의 헌법, 홍콩의 기본법 및 관련 기존 법률을 심각하게 위반하는 것이다." 홍콩·마카오 사무국의 대변인은 전국인민대표대회 상무위원회(전인대 상무위원회)가 두 젊은 국회의원 바기오룽과 유웨이칭의 자격을 박탈하는 것을 목표로 한 홍콩 기본법 104조를 해석한 후 "(베이징은) 홍콩에서 분리독립을 옹호하는 사람을 절대로 허용하지도 않고 어떤 친독립 운동가도 정부 기관에 들어가는 것을 허용하지도 않을 것"이라고 말했다.대학들의 독립 현수막 줄에는 국영 인민일보 해외판 웹사이트에 게재된 "홍콩 독립을 범죄로 만들기 위해서는 규칙을 세워야 한다"는 제목의 논평이 독일에서 나치즘을 조장하는 것이 불법인 것처럼 홍콩 독립에 대한 논의는 불법으로 만들어야 한다고 말했다. 홍콩 정부는 홍콩 국민당 창당 후 성명을 내고 "홍콩이 독립해야 한다는 어떠한 제안이나 그러한 '독립'을 옹호하는 운동은 기본법에 위배되며, 홍콩의 안정과 번영을 저해하고 일반 대중의 이익을 저해할 것이다. 특별행정구 정부는 법에 따라 조치를 취할 것이다."
정당
중국 정부는 홍콩의 독립을 단호히 반대한다. 전 중국의 가장 중요한 지도자 덩샤오핑은 1980년대 초 중-영 협상에서 마가렛 대처 영국 총리가 "홍콩을 일종의 독립적인 또는 반독립적인 정치적 실체로 만들기를 원한다"고 믿었기 때문에 영국 총리의 대안적인 제안에 반대했다2016년 3월 홍콩국민당이 창당된 후 중국 정부 소유 환구시보의 사설은 홍콩국민당이 홍콩의 독립을 "달성하는 것은 불가능하다"며 "실용적인 농담"이며 "극단주의의 전면"이라고 비난했다. 국무원 홍콩·마카오 사무국은 공식 신화통신을 통해 당을 비난하는 성명을 발표했다: "홍콩에서 극히 소수의 사람들이 친독립 단체를 설립하려는 행동은 홍콩의 주권, 안보를 해치고 홍콩의 번영과 안정을 위태롭게 하며 홍콩의 핵심 이익을 위협했다... 그것은 약 700만 명의 홍콩인을 포함한 모든 중국인들의 단호한 반대이다.  또한 홍콩의 헌법, 홍콩의 기본법 및 관련 기존 법률을 심각하게 위반하는 것이다."홍콩·마카오 사무국의 대변인은 전국인민대표대회 상무위원회(전인대 상무위원회)가 두 젊은 국회의원 바기오룽과 유웨이칭의 자격을 박탈하는 것을 목표로 한 홍콩 기본법 104조를 해석한 후 "(베이징은) 홍콩에서 분리독립을 옹호하는 사람을 절대로 허용하지도 않고 어떤 친독립 운동가도 정부 기관에 들어가는 것을 허용하지도 않을 것"이라고 말했다.  대학들의 독립 현수막 줄에는 국영 인민일보 해외판 웹사이트에 게재된 "홍콩 독립을 범죄로 만들기 위해서는 규칙을 세워야 한다"는 제목의 논평이 독일에서 나치즘을 조장하는 것이 불법인 것처럼 홍콩 독립에 대한 논의는 불법으로 만들어야 한다고 말했다. 홍콩 정부는 홍콩 국민당 창당 후 성명을 내고 "홍콩이 독립해야 한다는 어떠한 제안이나 그러한 '독립'을 옹호하는 운동은 기본법에 위배되며, 홍콩의 안정과 번영을 저해하고 일반 대중의 이익을 저해할 것이다. 특별행정구 정부는 법에 따라 조치를 취할 것이다."
다른이들
마지막 영국 식민지 통치자 크리스 패튼은 홍콩의 민주주의에 대한 지지를 희석시킬 것이라고 우려하며 홍콩의 독립을 반대한다. "(저와 같은 사람이) 민주주의에 대한 주장이 홍콩의 독립에 대한 주장과 섞여야 한다고 가장하는 것은 정직하지 않고 불명예스럽고 무모한 일이 될 것이다. - 일어나지 않을 일, 민주주의에 대한 지지를 희석시키는 일, 그리고 완전한 민주주의를 목표로 하는 성숙한 사회에서 일어나서는 안 될 모든 종류의 익살스러운 일로 이어졌다." 2017년 9월 홍콩, 홍콩 시립대학, 홍콩 침례대학, 홍콩 슈옌대학, 링난대학, 홍콩 중문대학, 홍콩 교육대학, 홍콩 폴리텍대학, 홍콩 과학기술대학, 홍콩 오픈대학, 홍콩 대학의 10개 대학장들은 모든 대학이 기본법을 위반하기 때문에 홍콩의 독립을 지지하지 않는다고 말했다.
이유
합법성: 홍콩 기본법 제1조는 홍콩이 중화인민공화국에서 양도할 수 없는 부분이라고 명시하고 있다. 홍콩이 중국으로부터 분리되는 것에 대한 어떠한 옹호도 법적 근거가 없다.
동일한 문화적 기원과 밀접한 연관성: 홍콩은 역사의 대부분 동안 중국의 일부였다. 홍콩 사람들의 대다수는 그들의 부모 또는 그들 자신이 본토에서 이주한 중국 출신이다; 심지어 에드워드 렁과 같은 독립을 지지하는 운동가들 중 일부도 중국 본토에서 태어났다. 홍콩 문화의 대부분은 중국 본토에서 유래하고 중국의 역사 및 문화와 밀접하게 연관되어 있다.
중국의 성장으로 인한 이익: 홍콩과 중국의 경제 성장과 통합은 대체로 상호 이익이 되었다. 중국은 홍콩의 지속적인 경제 성장의 중요한 요소이자 홍콩의 가장 큰 무역 파트너가 되었다. 홍콩은 런민비 해외 시장의 중심지로서 중국의 성장과 잠재적인 초강대국 지위로부터 계속해서 이익을 얻을 수 있다.
일국양제: 홍콩은 마카오와 함께 중화인민공화국 내에서 중영공동선언과 홍콩기본법이 보장하는 일국양제 원칙에 따라 '고도의 자치'와 자유를 누리고 있는 유일한 영토이다. 홍콩인의 이익을 위해 최선을 다하고 홍콩의 번영과 안정은 물론 개인의 자유와 영토의 자치를 장기적으로 보호할 수 있는 제도이다.
실용성: 홍콩은 (육상과 해상 모두) 중국 영토에 둘러싸여 있고 천연 자원이 부족한다. 홍콩은 현재 식량 (거의 모든 육류, 채소 및 쌀을 포함하여 90 % 이상을 수입), 담수, 전기 및 연료 공급 측면에서 중국에 의존하고 있으며 중국 본토 없이는 홍콩이 자급자족 할 수 없을 것이라고 주장한다. 베이징 정부가 분리주의 운동에 대해 무관용 한 것은 또한 독립을 향한 어떠한 움직임도 전쟁과 유혈 사태를 의미 할 수 있음을 의미한다. 홍콩 사람들이 수년 동안 누려온 사회 안정과 경제적 번영은 희생되어야 할 것이다. 홍콩 분리주의자들은 거리 폭력을 조직할 수 있지만 전투 능력이 있는 군대가 없기 때문에 폭력적인 방법으로 홍콩 사람들이 독립을 달성 할 확률은 매우 낮다. 대조적으로 중국은 세계에서 가장 큰 상비군을 지휘하고 10,000 명의 병력을 가진 인민해방군 홍콩 주둔지는 수많은 병영을 가로질러 홍콩에 직접 기반을 두고 있다.
민주적 대의에 비생산적: 독립에 대한 요구는 민주주의에 대한 "희석한 지지"가 될 것이다. 독립 문제가 민주주의에 대한 사례와 뒤섞이고 관심을 끌 것이기 때문이다.

## 같이 보기
- 홍콩 자치운동
- 타이완 독립운동
- 동튀르키스탄 독립운동
- 티베트 독립운동